# Napomyza clematidis
Napomyza clematidis este o specie de muște din genul Napomyza, familia Agromyzidae, descrisă de Johann Heinrich Kaltenbach în anul 1859.
Este endemică în Germania. Conform Catalogue of Life specia Napomyza clematidis nu are subspecii cunoscute.